# Rubrius castaneifrons
Rubrius castaneifrons là một loài nhện trong họ Amaurobiidae.
Loài này thuộc chi Rubrius. Rubrius castaneifrons được Eugène Simon miêu tả năm 1884.